# Хохловское сельское поселение (Омская область)
Хохловское се́льское поселе́ние — муниципальное образование в Саргатском районе Омской области Российской Федерации.
Административный центр — село Хохлово.

## История
Статус и границы сельского поселения установлены Законом Омской области от 30 июля 2004 года № 548-ОЗ «О границах и статусе муниципальных образований Омской области».

## Население
| 2010  | 2011  | 2012  | 2013  | 2014  | 2015  | 2016  |
| ----- | ----- | ----- | ----- | ----- | ----- | ----- |
| 1244  | ↘1239 | ↗1248 | ↘1209 | ↘1199 | ↘1168 | ↘1131 |
| 2017  | 2018  | 2019  | 2020  | 2021  | 2023  |       |
| ↘1087 | ↘1056 | ↘1045 | ↘1022 | ↘1020 | ↘968  |       |

## Состав сельского поселения
| № | Населённый пункт | Тип населённого пункта       | Население |
| - | ---------------- | ---------------------------- | --------- |
| 1 | Александровка    | деревня                      | ↘15       |
| 2 | Интенис          | деревня                      | ↘171      |
| 3 | Казырлы          | деревня                      | ↘66       |
| 4 | Карманово        | деревня                      | ↘125      |
| 5 | Орловка          | деревня                      | ↘83       |
| 6 | Хохлово          | село, административный центр | ↗784      |